# Saison 4 de Ma sorcière bien-aimée
Chronologie
Saison 3 Saison 5
Cet article présente le guide des épisodes de la quatrième saison de la série télévisée américaine Ma sorcière bien-aimée (Bewitched),.